# Варваровка (Запорожская область)
Варваровка (укр. Варварівка) — село,
Добропольский сельский совет,
Гуляйпольский район,
Запорожская область,
Украина.
Код КОАТУУ — 2321881502. Население по переписи 2001 года составляло 368 человек.

## Географическое положение
Село Варваровка находится на правом берегу реки Гайчур,
выше по течению на расстоянии в 2,5 км расположен город Гуляйполе,
ниже по течению на расстоянии в 0,5 км расположено село Доброполье,
на противоположном берегу — сёла Прилуки, Еленоконстантиновка и Зелёное.
Село вытянуто вдоль реки на 6 км.
Через село проходит автомобильная дорога Т-0401.

## История
- 1827 год — дата основания.